# Benizar
Benizar és una pedania dins del municipi de Moratalla, a la Regió de Múrcia. Està situada a les muntanyes de la Sierra del Segura. Esta serralada és reparteix entre Andalusia, Castella-La Manxa i Múrcia, i consitueix un intricat conjunt muntanyenc on trobem el naixement dels rius Segura, Guadalquivir i Guadiana, així com el Parc Natural de Cazorla.
Benizar se situa a 900 metres d'altitud, al peu del Calar i la Sierra de la Muela, en una vall on es practica l'agricultura de l'olivera, l'atmeller i la vinya. Dista uns 30 km tant del casc de Moratalla com de Calasparra. Històricament ha mantingut una relació estreta amb els nuclis d'Albacete més pròxims com Férez, Socovos i les seves pedaníes (Tazona, Olmos). Segons el cens de 2017 comptava amb 890 habitants.
A Benizar hi ha vestigis d'un castell àrab, datat en el segle xii, sobre un penyal que domina el poble; i nombroses fonts naturals com la Fuente Arriba, la Fuente Fresca, la Fuente el Fresne i altres.
El patrimoni natural de Benizar és extraordinari, des del punt de vista botànic —amb diversos endemismes i espècies protegides—, faunístic —zona ZEPA Serra de Moratalla— i geològic (L.I.G. Valle de Benizar-Mazuza). És un lloc ideal per a practicar el senderisme, amb paratges de gran interés com El Rincón de las Cuevas, la Pilica el Fraile, El Castillo, El Calar o el Barranc d'Hondares.
Compta amb diversos allotjaments rurals, bars i restaurants. Celebra mercat setmanal els diumenges.
Per la seva situació geogràfica i altitud és un dels punts de la regió de Múrcia on poden caure nevades els mesos de desembre i gener.
Celebra les seves festes patronals en honor de Santa Bàrbara el dia 4 de desembre, amb solta de bous, activitats culturals i jocs per a nens durant aquests dies.
Els costums gastronòmics de Benizar, a causa de la seva proximitat a terres d'Albacete, es componen d'una barreja de plats d'ambdues províncies, com els "panecicos" de Setmana Santa, las Migas, la Ajoharina i la Ensalada de Alubias.
L'economia d'aquest poble està basada en l'agricultura i les explotacions forestals; en els últims temps ha agafat importància el turisme rural.